# TimeSplitters
TimeSplitters je FPS videoigra Free Radical Designa koju je objavio Eidos Interactive. Ovo je prvi nastavak serijala TimeSplitters. U prodaji je od 23. listopada 2000. u SAD-u i 24 studenog 2000. u Europi. Može se igrati samo na PlayStationu 2. Igra kao glavni pokretač radnje koristi koncept putovanja kroz vrijeme u razdoblju od 100 godina (od 1935. do 2035.) Igra sadrži 3 načina: način Priče, Arkadni način, Izazovni način (mora se otključati) i kreator nivoa.
Sveukupno je dobila pozitivne komentare pa je napravljen i drugi dio, TimeSplitters 2. Nastavak, TimeSplitters: Future Perfect, u prodaji je od 2005. U lipnju 2007, objavljeno je kako je četvrti nastavak, TimeSplitters 4, u izradi, ali je odgođen do daljnjega. Skupina vatrenih obožavatelja – među njima bivši članovi Free Radical Designa – sami stvaraju četvrti nastavak, TimeSplitters: Rewind  Arhivirana inačica izvorne stranice od 30. rujna 2016. (Wayback Machine). Nastavak će se bazirati na više igraća, te će sadržavati sve nivoe i sva oružja iz prijašnjih dijelova. Projekt podupire Crytek UK, bivši Free Radical Design, a postojat će inačica za PC, dok su inačice za konzole trenutno u razmatranju.

## Igra i premisa
Igra sliči igrama GoldenEye 007 i Perfect Dark, jer dijele slične sustave ciljanja i mogućnosti koje se moraju otključati tijekom igre. Način Priče može igrati jedan ili dva igrača. Svaki nivo može se igrati s tri postavke težine, što utječe na agresivnost neprijatelja i pristup dodatnim dijelovima nivoa. Događa se na devet različitih izmišljenih lokacija između 1935. i 2035., i prati individualne pokušaje 18 likova da pobijede vlastite neprijatelje i "TimeSplitterse" s kojima su se udružili. Na svakom nivou, igrač može birati između dva lika specifična za svaku misiju, te mora ubiti neprijatelje kako bi došao do predmeta i prenio ga do izlaznog portala. Nakon što igrač uzme predmet, TimeSplitteri, zli mutanti, neprestano se pojavljuju kroz cijeli nivo i napadaju igrača.
TimeSplitters ima i multiplayer, zvan "Arkadni način", gdje se do četiri igraća i do deset botova individualno ili skupno natječu, u najviše četiri tima. Postoji 6 načina multiplayer igranja s različitim aspektima, uključujući dozvoljena oružja, uvjet pobjede, i upotrebljive likove — koje igrač može mijenjati kako želi. Završavanje prvog načina igranja na bilo kojoj težini otključava Arkadni način, koji igraču postavlja zadatke, kao i vremensko ograničenje za prelazak nivoa.
Igra sadrži nivo kreator koji omogućuje igraću da stvori svoj vlastiti nivo od "pločica" različitog izgleda. Svjetline pojedinih pločica mogu se podešavati po želji, uz mogućnost dodavanja predmeta na nivo. Nivou se može pridodati jedna od pet tema, koje mijenjaju oblik i izgled pločica. Igrač može testirati svoj nivo, igrati protiv drugih igrača, i spremiti ga na memorijsku karticu.